# Richard Adjaho
Pour l’article homonyme, voir Adjaho.
Richard Kokou Adjaho, né le 1er janvier 1949 à Djèrègbè (ex-colonie du Dahomey et actuel Bénin), et mort le 18 décembre 2009 à Cotonou (Bénin), est un homme politique béninois. Candidat aux élections présidentielles de 2006, il a notamment exercé les fonctions de Ministre du Commerce, de l’Artisanat et du Tourisme, de Ministre de l’Intérieur, de la Sécurité et de l’Administration Territotiale et d'Ambassadeur du Bénin près la France.

## Biographie

### Éducation et formation
Titulaire d’un diplôme de 3ème cycle de sciences économiques de l'Université Paris-Sorbonne et du diplôme de second cycle de l’Institut international d'administration publique (Iiap), il fut auditeur à la Cour des comptes de Paris,. 
Administrateur de la Banque ouest-africaine de développement (BOAD) et de la Société des ciments d’Onigbolo de 1978 à 1984, il accéda très tôt aux postes de responsabilité dans l’administration publique béninoise en occupant le poste de Directeur des études et de la planification du Ministère des Finances durant la même période,. 
Il préside le Conseil d’administration de la Banque béninoise de développement (Bbd) de 1982 à 1984 puis devient directeur des études et de la planification au Ministère des Finances et directeur général au Ministère du Commerce et du Tourisme de 1984 à 1990 tout en présidant le Conseil d’administration de la Société nationale de Commercialisation des Produits pétroliers (Sonacop),.

### Carrière politique
À l’avènement du renouveau démocratique, il devient Ministre du Commerce pendant la transition avant d’avoir en charge le portefeuille de l’Intérieur de 1991 à 1993.
Il occupera par la suite le poste d’Ambassadeur du Bénin près la France de 1994 à 1996.
Considéré comme l'un des pères de la Décentralisation au Bénin, il préside notamment le Conseil d’administration de l’Institut africain de décentralisation (Idec).
Un temps pressenti au sein de la Renaissance du Bénin (RB) (parti au sein duquel il milite) pour occuper la fonction de Maire de la ville de Cotonou lors de la première mandature, il sera nommé Adjoint au Maire de Cotonou chargé des questions domaniales, foncières et de sécurité de mars 2003 à décembre 2005.
Il se portera candidat à l’élection présidentielle de mars 2006 qui sera remportée par Thomas Boni Yayi.
À la suite de l’investiture de Thomas Boni Yayi, son expertise sera constamment sollicitée. Il présidera ainsi plusieurs commissions dont celles sur le nouveau découpage territorial.

## Publications
- La Faillite du contrôle des finances publiques au Bénin (1960-1990), Éditions du Flamboyant, Cotonou, 1992, 206 pages
- (en collaboration avec Mathias Gogan), Bénin : Comprendre la réforme de l'administration territoriale en 45 questions., Imprimerie C.N.P.M.S., Porto Novo, 1997, mai 1999 (2e édition), 74 pages
- Décentralisation : La Question de la tutelle de l'État sur les collectivités locales, Éditions du Flamboyant, 2004, 125 pages -  (ISBN 9789991941493)
- Décentralisation au Bénin, en Afrique et ailleurs dans le monde : État sommaire et Enjeux, 2002, 194 pages -  (ISBN 9789991999906)
- Bonne gouvernance au Bénin: ma contribution, Éditions du Flamboyant, 2005, 148 pages -  (ISBN 9782909130781)